# DAA-92
DAA-92 – niezrealizowany projekt samolotu pasażerskiego będącego wspólnym dziełem konsorcjum założonego przez niemiecki koncern Deutsche Aerospace AG (DASA), włoski Alenia SpA i francuski Aérospatiale.

## Historia
W marcu 1991 roku firmy Deutsche Aerospace AG, Alenia SpA i Aérospatiale podpisały list intencyjny w sprawie wspólnej produkcji samolotu komunikacji lokalnej o pojemności do 130 miejsc. Według zawartego w liście porozumienia udział koncernu z Niemiec w rozwoju konstrukcji i jej przyszłej produkcji miał wynosić 50%, a pozostałych udziałowców po 25%. Siedzibą założonej spółki DAA miały być Niemcy. Inna spółka, z tymi samymi udziałowcami co DAA, miała zajmować się sprzedażą samolotu i jego techniczną obsługą. Jej siedzibą miała być Francja, a poszczególni przedstawiciele mieli mieć po 33% udziałów. Nowy samolot określano wstępnie mianem DAA-92. Projekt miał stanowić alternatywę dla maszyn typu Boeing 737-500, Fokker 100, McDonnell Douglas MD-87 i Airbus A320. Koszt jednego samolotu miał się kształtować na poziomie 24 mln USD (1992 rok). Rozpoczęcie realizacji całego przedsięwzięcia planowano na kwiecień 1992 roku, pierwszy start prototypu wiosną 1995 roku, a rozpoczęcie dostaw na wiosnę 1996 roku. 
Niestety, ambitne plany uzupełnienia oferty rynkowej nową rodziną samolotów regionalnych nie powiodły się. Koszty całego programu, przy ogromnej konkurencji ze strony mniejszej wersji A320, maszyny Airbus A319 i amerykańskich Boeingów 737, były nieopłacalne dla inwestorów. Nowa maszyna byłaby wewnętrzną konkurencją dla modelu A320 i A319. Dodatkowym elementem zniechęcającym do kontynuowania budowy był zwiększający się udział niemieckich, francuskich i włoskich firm w projektach Airbusa. 